# Siegfriedova linie
Siegfriedova linie (něm. Westwall) bylo německé obranné pásmo, které mělo chránit Německo proti útokům ze západu. Pojmenována byla podle postavy drakobijce Siegfrieda ze severské mytologie.
Začala se stavět již za první světové války v roce 1916 jako část tzv. Hindenburgovy linie. Po ukončení války byla ponechána svému osudu, ovšem v roce 1936 se začala budovat znovu jako pásmo opevnění proti francouzské Maginotově linii. Stavěla se až do roku 1940 a táhla se po celé délce francouzsko-německé hranice od Nizozemí až po Švýcarsko. Byla tvořena dvěma pásmy, přičemž první pásmo se skládalo zejména z překážek a řetězů kulometných hnízd a protitankových a protiletadlových postavení, druhé pásmo z betonových pevností a tvrzí, propojených podzemními štolami. Opevnění mělo na některých místech hloubku do vnitrozemí až 50 - 60 km. Po vylodění spojenců ve Francii a jejich úspěšném postupu měla Siegfriedova linie, zvaná Západní val, splnit svoji obrannou úlohu. Dne 24. srpna 1944 Hitler vydal směrnici pro obnovení budování opevnění. O linii se vedly tvrdé boje, ovšem spojenci tento val na několika místech překročili a opevnění ztratilo svůj smysl.

## Galerie

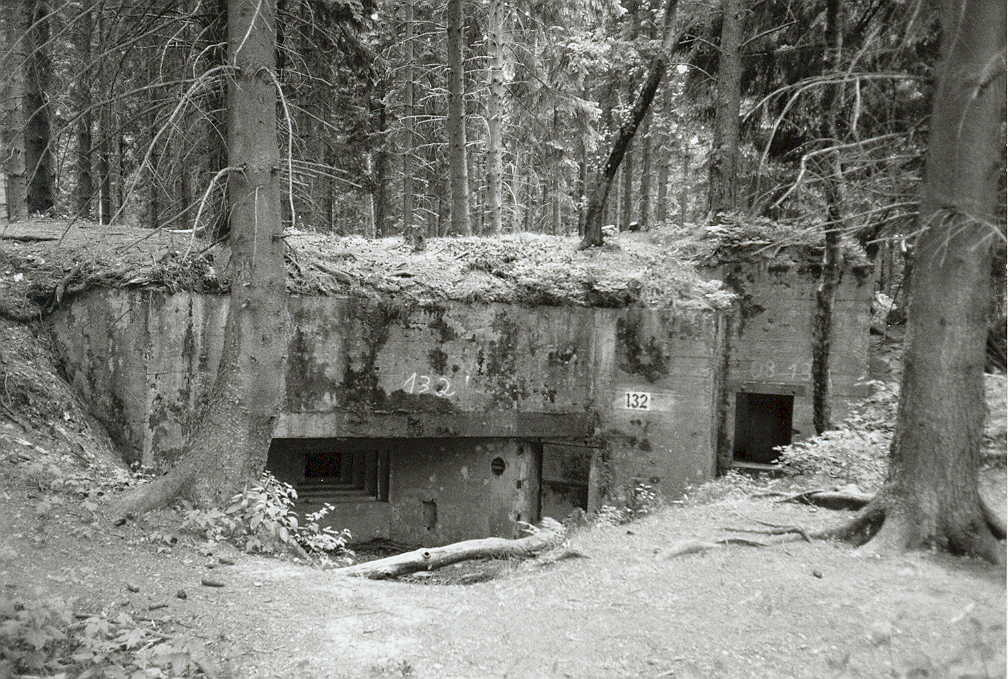
Siegfriedova linie
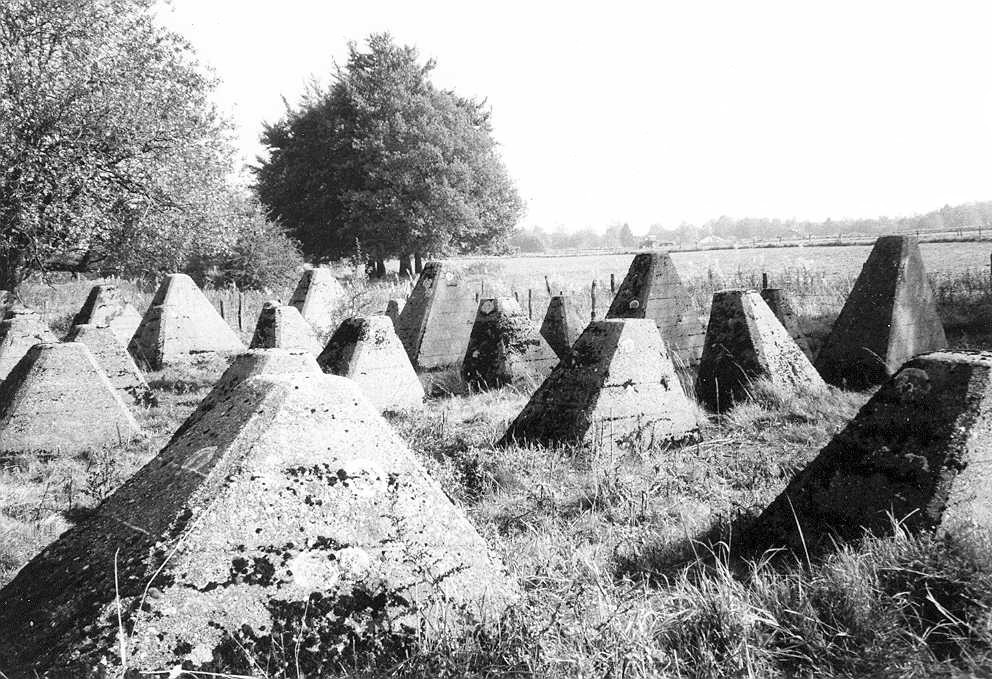
Siegfriedova linie
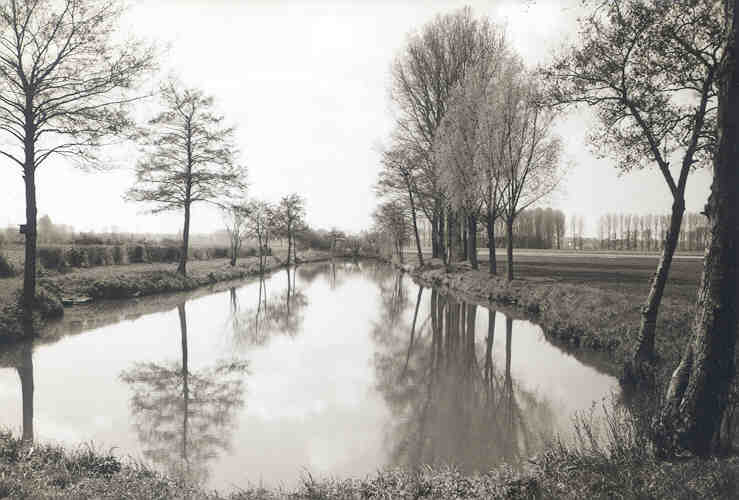
Siegfriedova linie
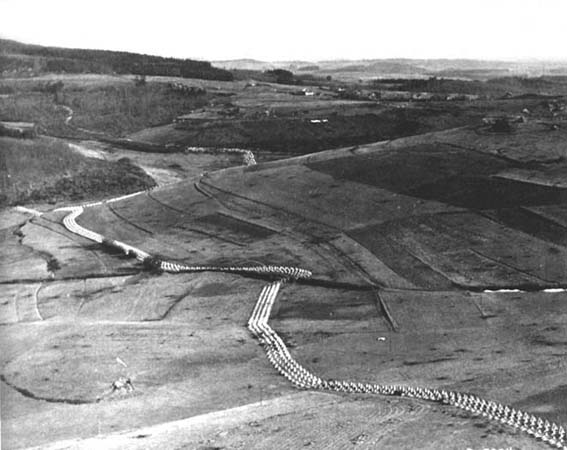
Siegfriedova linie